# 微笑みのマリア
「微笑みのマリア」（ほほえみのマリア）は、ルルティアの9枚目のシングル。2006年1月26日にPHOERIX RECORDSから発売された。

## 概要
2006年1月26日に発売された。全作詞作曲はルルティア。編曲はルルティア・佐藤鷹。
インディーズ独立後第2弾作品。前作「スピネル」から約2ヶ月の短いスパンで発表された。

## 収録曲
1. 微笑みのマリア
  - 劇団AND ENDLESS 10周年記念公演『forty seasons and endless BIRTHDAY』主題歌

オルタナティブロックのサウンドを意識したナンバー。自身のバックグラウンドを明確にするというテーマで制作された[1]。
2. 星に花、灰色の雨 〜硝子の露玉ver.〜
ピアノを主体としたバラードで、アルバム『Chorion』に収録されている原曲の別バージョン。デモテープの制作段階で、アルバム収録用とは別にアンプラグドなアレンジで制作したいという意向から本作に収録された。メロトロンをサンプラーとして使用し、ストリングスやフルートの音色を重ねている。サブタイトルの「硝子の露玉」は、自身がアレンジした曲を聴いて感じたイメージとして付けたという[1]。

## 収録アルバム
| 曲名           | 収録アルバム | 発売日        | 備考                  |
| -------------- | ------------ | ------------- | --------------------- |
| 微笑みのマリア | 『Chorion』  | 2006年11月8日 | 5thオリジナルアルバム |